# 盧翰 (明朝)
盧翰，江西星子縣人，明朝政治人物。

## 生平
永樂二年（1404年），盧翰中式甲申科二甲第二十一名進士，授庶吉士。明成祖命解縉選士，其從進士中選盧翰等二十八人入學文淵閣。